# クリオネ (企業)
株式会社クリオネ（英文社名 Clione Co.,Ltd.）は、東京都渋谷区に所在する日本の芸能事務所。関連会社である有限会社オフィス・マキノについても本項で扱う。

## 概要
1997年4月15日、劇作家・脚本家で劇団M.O.P.主宰であるマキノノゾミの個人事務所として「有限会社オフィス・マキノ」を設立。
2002年4月15日にオフィス・マキノの関連会社として俳優のマネジメントや演劇の製作を中心に行う芸能事務所「株式会社クリオネ」が設立された。クリオネには劇団M.O.P.をはじめ、劇団出身俳優が数多く所属している。
また、2010年より、クリオネが運営する新人セクション「Clio-next」（クリオネクスト）がスタート。Clio-nextでは次世代の俳優・タレント・クリエーターを発掘し、育成・マネジメントをしている。2013年6月に公式ホームページがリニューアルする。それと同時に、Clio-next所属俳優がクリオネに移り、Clio-nextの新人セクションが「クリオネクストプロジェクト」と、新人募集のオーディション名と変わる。

## 所属タレント

### 男性
- 小須田康人
- 瀬川亮
- 奥田達士
- 花王おさむ
- 木下政治
- 若杉宏二
- ヨシダ朝
- 岡田達也
- 本間剛
- 神農直隆
- 岡部たかし
- 兼松若人
- 長江英和
- 小島久人
- 前田隆太朗
- 滝本圭
- 内藤裕志
- 浅井浩介
- 小林和真

### 女性
- 東風万智子
- 山下裕子
- 野口かおる
- 田川可奈美
- 関谷春子
- 菅野恵
- 坂本夏帆
- 塚尾玲海

### クリエーター
- 古川貴義
- ほさかよう

### オフィス・マキノ
- マキノノゾミ
- 鈴木哲也
- 清水一雄

## 過去の所属タレント
- 小市慢太郎
- 藤村直樹
- 菊池隆則
- 秋山エリサ
- 佐藤綾
- 本田誠人
- 大薮丘
- 里中将道
- 佐久間麻由
- 真下玲奈